# AT&T
AT&T是美國的一間跨國集團控股公司，是全美最大的固網電話及流動電話電信服務供應商，此外還提供寬頻及收費電視服務。合共1.5億戶提供服務，當中8,510萬戶為無線用戶。
西南貝爾公司創辦於1983年，是根據美國政府與美國電話電報公司的反壟斷訴訟的判決，而成立的其中一間獨立公司。1995年西南貝爾公司易名為SBC通訊公司，再於2005年收購了美國電話電報公司並易名為AT&T公司，此外並繼承了原由美國電話電報公司所持有的商標及在紐約證券交易所的上市編碼T（電話之意）。
目前AT&T公司通過購買持有不少因1983年判決而剝離的資產。公司總部位於美國德州的達拉斯市中心。
AT&T公司榮獲2008年度的技術與研發艾美獎中的同軸電纜艾美獎（The Emmy Award for Coaxial cable technology）。2011年3月20日AT&T宣布，已与德国电信达成协议收购其旗下T-Mobile美国分部，后被美国司法部否决。
AT&T收購時代華納案在美國司法部敗訴後，已於2018年6月15日完成。

## 歷史

### AT&T公司購併
2005年1月31日SBC通訊公司宣佈以160億美元收購美國電話電報公司，這是繼八年前的合併商討，再次商討合併。美國電話電報公司股東於2005年10月27日在丹佛通過合併，再於10月27日經美國司法部通過，之後在美國聯邦通信委員會於10月31日批准，合併在11月18日已成定局。當合併完成，SBC通訊將採用AT&T的品牌，並改稱AT&T公司來區分可簡稱為AT&T的美國電話電報公司。12月1日，合併後的新公司在紐約證券交易所的上市編碼由“SBC”改為“T”。
合併後AT&T公司更新了商標，但仍保留原有聲音商標。
2011年12月20日，AT&T放棄以390億美元收購德意志電信旗下T-Mobile USA的計畫，理由是監管機關對反托拉斯的顧慮。九個月來的努力付諸流水，無緣組成美國最大的無線電信業者來挑戰威瑞森無線（Verizon Wireless）。AT&T宣布棄購後將支付德意志電信30億美元的交易終止費，並交出價值約達10億美元的頻譜使用權。
2014年末，AT＆T收購了墨西哥蜂窩運營商Iusacell，兩個月後，它收購了NII Holdings的墨西哥無線業務。 AT＆T合併了兩家公司，創建了AT＆T Mexico。
2021年1月，AT＆T宣布，由於Covid-19大流行，計劃在斯洛伐克裁員的大約300個工作崗位。

### 購併南方貝爾公司
2006年12月29日美國聯邦通信委員會批准AT&T公司購併南方貝爾公司，收購代價670億美元（或1.325股AT&T公司股份換一股南方貝爾公司股份）。合併後繼續以AT&T公司名義運作。該協議既鞏固AT&T公司在辛格勒無線及網上黃頁或與南方貝爾所有合營業務的擁有權。

### 2007及2008重組

#### 過渡到新媒體

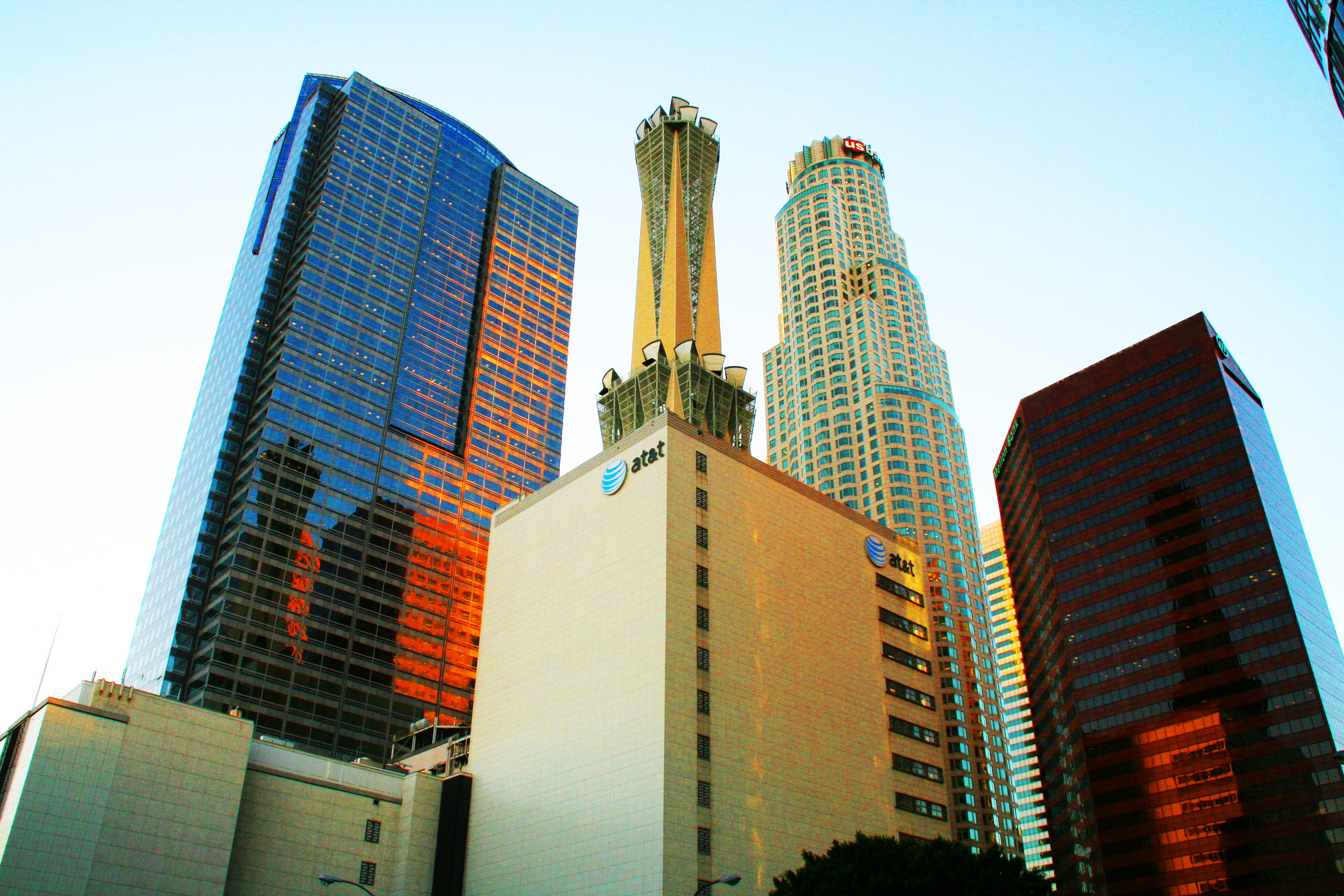
洛杉磯市中心的AT＆T的交換中心

2007年6月蘭德爾·斯蒂芬森在成為新任的AT&T公司總裁後加速整併並且打造一個無線服務為核心的新AT&T。當傳統的固網業務不斷萎縮，AT&T公司計劃開發新媒體，如AT&T Mobility、名為U-Verse的IPTV服務及擴展了全國鄉郊地區的高速互聯網業務。2007年10月9日AT&T公司以25億美元向Aloha Partners收購700MHz無線廣播頻段的全部許可權，並在2008年2月4日獲美國聯邦通信委員會許可。2007年12月4日AT&T公司宣佈收購Edge無線公司，一間在西北太平洋從事無線網絡服務公司。後於2008年4月完成收購。

#### 拆除公用電話
2007年12月3日AT&T公司宣佈將會在2008年底拆除剩餘的65000個公用電話，南方貝爾公司在AT&T公司收購前已著手拆除公用電話，在此前的2004年Qwest公司已出售公用電話業務。在AT&T公司拆除公用電話後，威訊也加速往無線網路邁進。

#### 搬遷公司總部
2008年6月27日AT&T公司公佈公司總部由德州聖安東尼奧的休斯敦東街175號搬遷至達拉斯市中心的AT&T一號廣場。公司稱搬遷總部可以更好地利用其客戶和遍及全球的業務，並與國內外主要的合作夥伴，供應商，創新和人力資源帶動增長，預計涉及約七百間公司及六千個聖安東尼奧的職位。
當時仍稱西南貝爾公司的AT&T公司於1992年由密蘇里州聖路易遷入聖安東尼奧。亞特蘭大將繼續是AT&T流動公司總部，重大辦公室則在原AT&T無線公司的總部即在華盛頓州雷德蒙德，新澤西州的貝德明斯特則是公司實驗室及公司的環球商業服務部。密蘇里州的聖路易是製作目錄指南的廣告解決方案部。

#### 裁員
2008年12月4日AT&T公司公佈因經濟壓力及應付不斷變化的業務組合和更精簡架構將裁減一萬二千人"。

### 重組後收購

#### 收購Cellular One公司
2007年6月29日AT&T公司公佈以2.8億美元或每股13美元，並承擔未償債務為2.3億美元，達成了一項購買Dobson Cellular公司協議，主要在美國鄉郊提供服務的公司，交易於11月15日完成及12月9日完成交接。

#### 收購Centennial
2008年11月11日AT&T公司宣佈以9.44億美元收購Centennial通訊公司，此次收購經監管機構、股東及若干條件下才完成收購，Centennial的大股東已同意投票支持該交易，但為了交易可以通過AT&T公司2009年5月9日同意以2.4億美元出售路易斯安那州和密西西比州的Centennial通訊公司業務予威訊。

#### 收購韋波特公司
2008年12月12日AT&T公司收購韋波特公司，一間主要在美國提供Wifi熱點的公司，收購後AT&T公司擁有全美國2萬個Wifi熱點，成為主要供應商。

#### 收購預付無線服務供應商Leaf
2013年7月13日AT&T公司以每股15美元現金收購Leaf所有發行普通股，以此計算，涉及現金11.9億美元（約92.8億港元）。同時，該公司會承擔Leaf的28億美元債務，收購總值達40億美元（約312億港元）。AT&T表示，完成收購Leaf後，保留後者的品牌Cricket，而會利用其頻譜作為拓展旗下4G LTE網絡。

#### 收購美國最大衛星電視提供者DirecTV
2015年7月27日AT&T以每股28.5美元的現金和66.5美元的股票，合共每股95美元收購DirecTV所有發行普通股，以此計算，涉及485億美元，若計入債務的話，整筆交易金額高達671億美元(約5233.8億港元)。

#### 收購時代華納
2016年10月23日AT&T以每股107.5美元現金加股票的價格收購時代華納所有發行普通股，以此計算，涉及854億美元。2018年6月15日，收購完成，時代華納更名為華納媒體 (Warner Media)。美國司法部已於同年7月提起上訴，如上訴成功，法院可令其解除協議或要求AT&T出售華納媒體股分。

### 以貝爾名義運作的公司

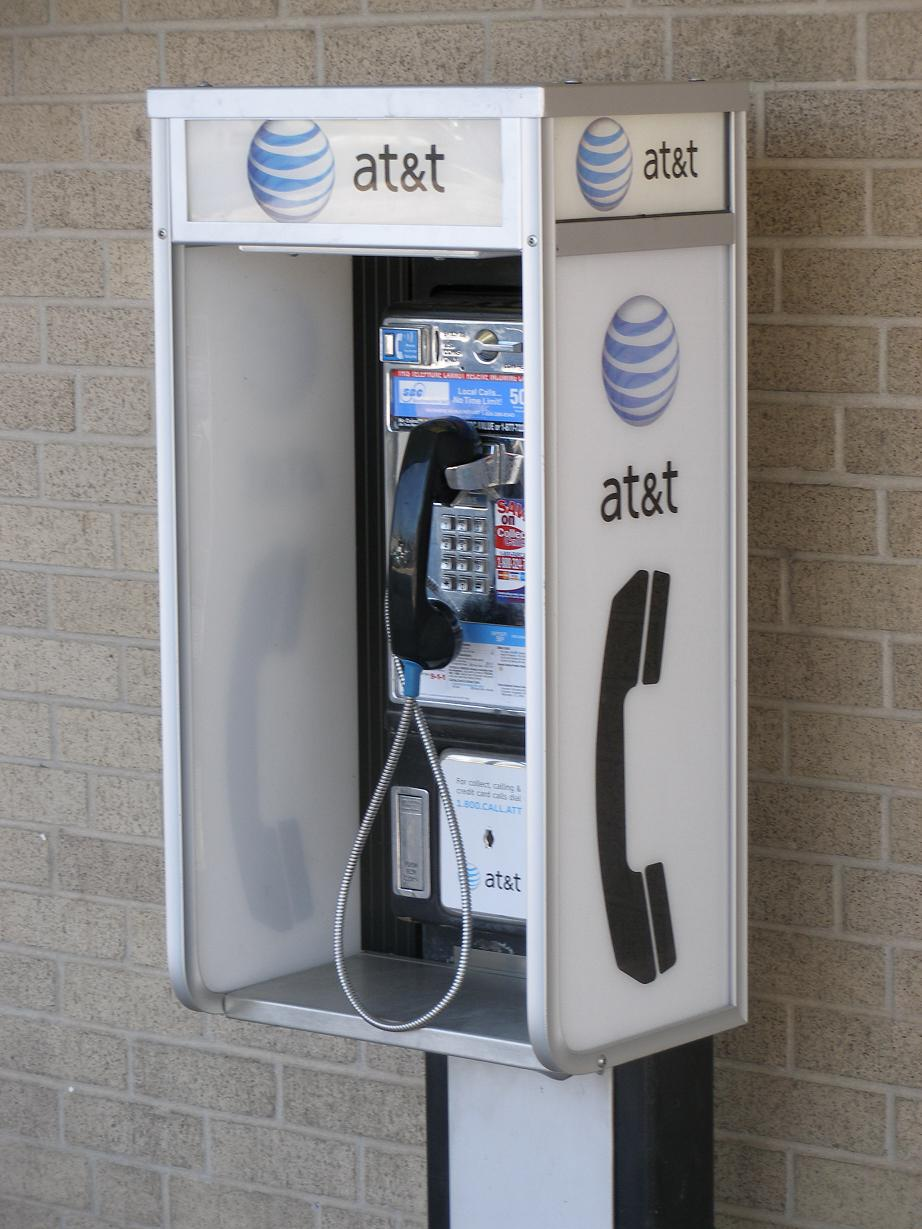
AT&T公用電話標誌

在1984年协议剥离之前，AT＆T拥有的22家贝尔运营公司中有11家（BellSouth Telecommunications结合了两家前BOC）已成为新AT＆T公司的一部分，并于2006年12月29日完成了对BellSouth公司的收购。
- 貝爾南方電訊（原南方貝爾及中南貝爾（英语：South Central Bell））
- 伊利諾伊貝爾公司（英语：Illinois Bell）
- 印地安那貝爾公司（英语：Indiana Bell）
- 密歇根貝爾公司（英语：Michigan Bell）
- 內華達貝爾公司（英语：Nevada Bell）（原內華達貝爾電話公司）
- 俄亥俄貝爾公司（英语：Ohio Bell）
- 太平洋貝爾公司（英语：Pacific Bell）（原太平洋電話電報）
- 西南貝爾公司
- 威斯康星貝爾公司（英语：Wisconsin Bell）（原威斯康星電話）
- 南部新英格蘭電話（英语：Southern New England Telephone）— 目前已完全拥有，最初的AT＆T在1984年之前持有16.8％的股权。

#### 前營運公司
由SBC或AT&T旗下，但已停止營運。
- 德州西南貝爾公司（英语：Southwestern Bell） -一家由SBC通信公司独立运营并在2001年12月30日合并回SWBT公司的企业。
- 伍德伯里電話（英语：Woodbury Telephone） - 2007年6月1日與南部新英格蘭電話合併。

## 涉足亞太區

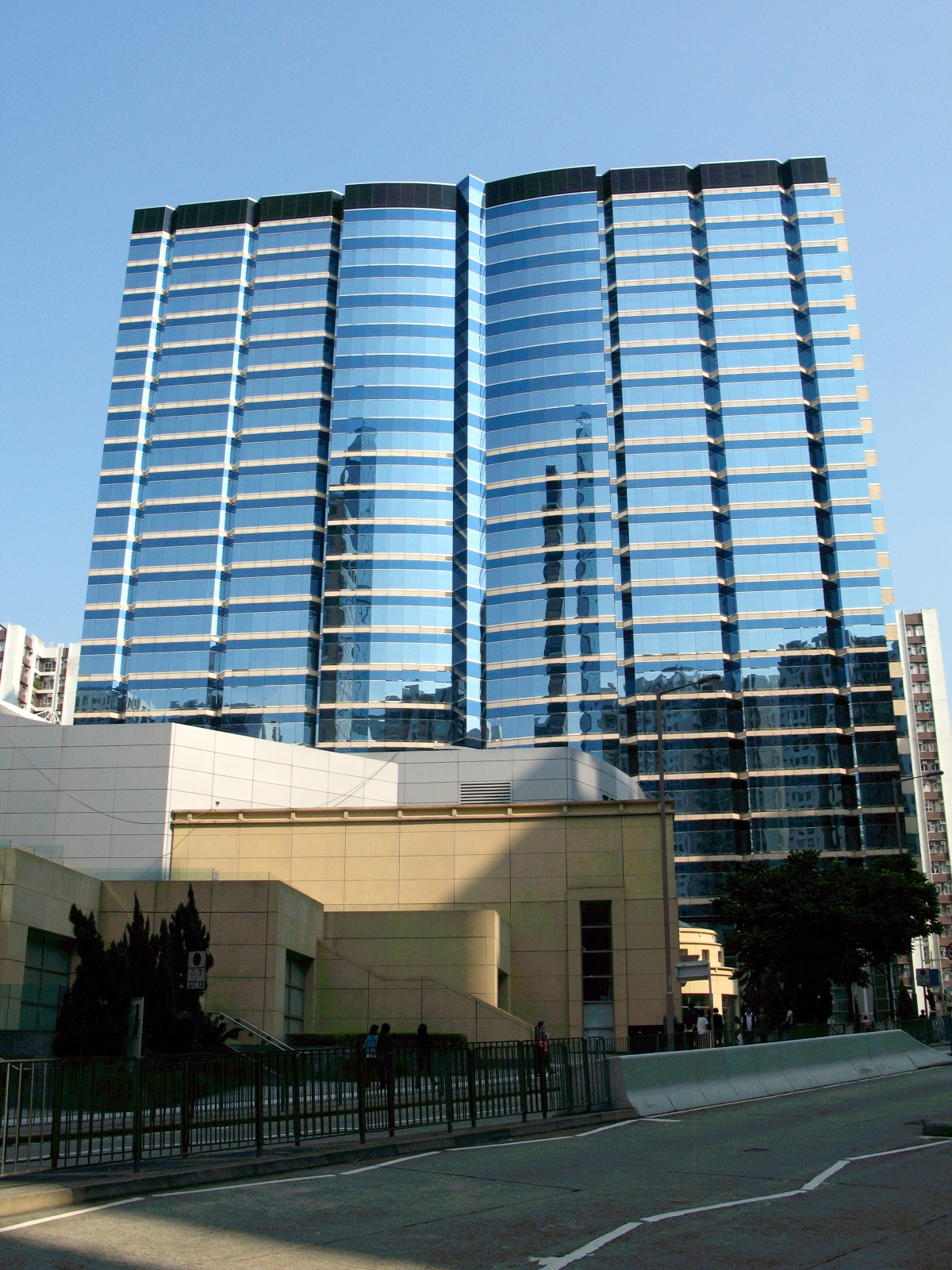
AT&T亞太區總部位於香港英皇道1111號

AT&T亞太區總部設於香港，業務遍及14個國家或地區。

## 通訊監控
根據美國媒體《The Intercept》的調查，美國國家安全局以「FAIRVIEW」網路監視計畫名義，透過 AT&T 在美國境內 8 個網路節點，獲得直接存取 AT&T 的網路核心架構的授權。除了「FAIRVIEW」之外，AT&T 也另外參與了另一項代號為「SAGUARO」的計畫，該計劃使用 NSA 的 XKEYSCORE 搜尋引擎工具，收集並建立網路使用者未加密的線上活動資料庫。

## 公司架構

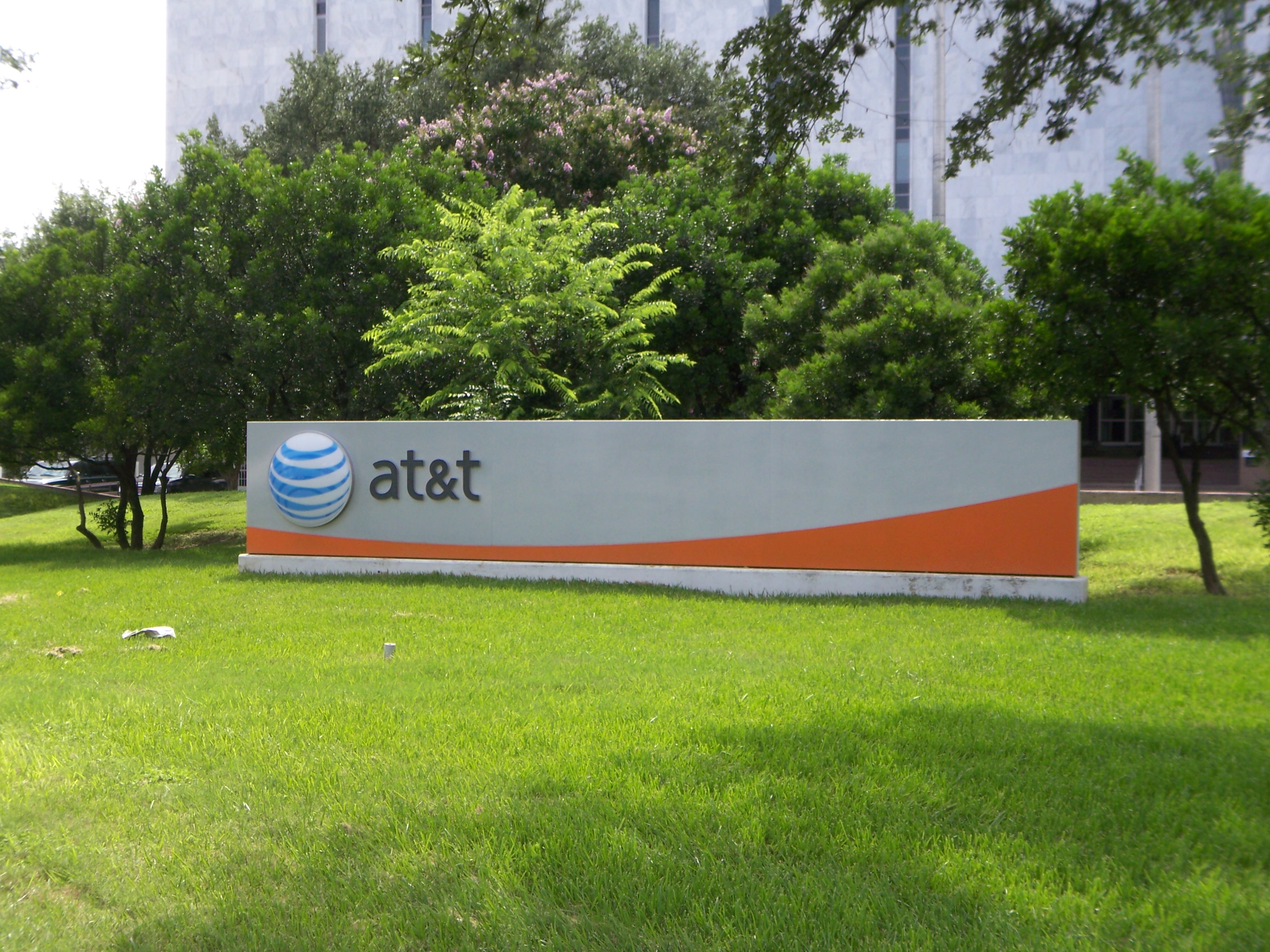
AT&T公司於美國德州聖安東尼奧辦公室外的新商標，當中的橙色明亮部份由辛格勒無線而來。

AT&T公司作為控股公司，經多年收購導致下面的公司架構：
- AT&T公司上市公司控股公司
  - 西南貝爾（英语：Southwestern Bell）電話公司d/b/a AT&T阿肯色州/堪薩斯州/密蘇里州/俄克拉荷馬州/西南/德克薩斯州
  - 太平洋電訊（英语：Pacific Telesis）集團. d/b/a AT&T西部公司，1997年收購
    - 太平洋貝爾（英语：Pacific Bell）電話公司d/b/a AT&T加利福尼亞州
      - 內華達貝爾（英语：Nevada Bell）電話公司d/b/a AT&T內華達州

  - 南部新英格蘭電訊（英语：Southern New England Telecommunications）公司d/b/a AT&T東部，1998年收購
    - 南部新英格蘭電話（英语：Southern New England Telephone）公司（包括原伍德伯里電話（英语：Woodbury Telephone））

  - AT&T電話控股（英语：Ameritech）公司d/b/a AT&T中南，原Ameritech，1999年收購
    - 伊利諾伊貝爾（英语：Illinois Bell）電話公司d/b/a AT&T伊利諾伊州
    - 印地安那貝爾（英语：Indiana Bell）電話公司d/b/a AT&T印地安那州
    - 密歇根貝爾（英语：Michigan Bell）電話公司d/b/a AT&T密歇根州
    - 俄亥俄貝爾（英语：Ohio Bell）電話公司d/b/a AT&T俄亥俄州
    - 威斯康星貝爾（英语：Wisconsin Bell）公司d/b/a AT&T威斯康星俄州

  - 美國電話電報公司，2005年收購
    - AT&T通訊（英语：AT&T Communications）公司

  - 南方貝爾公司d/b/a AT&T南方，2006年收購
    - 貝爾南方電訊公司d/b/a AT&T阿拉巴馬州/佛羅里達州/喬治亞州/肯塔基州/路易斯安娜州/密西西比州/北卡羅萊納州/南卡羅萊納州/東南部/田納西州

  - AT&T阿拉斯科姆公司（英语：AT&T Alascom）

## 命名權與贊助

### 大廈

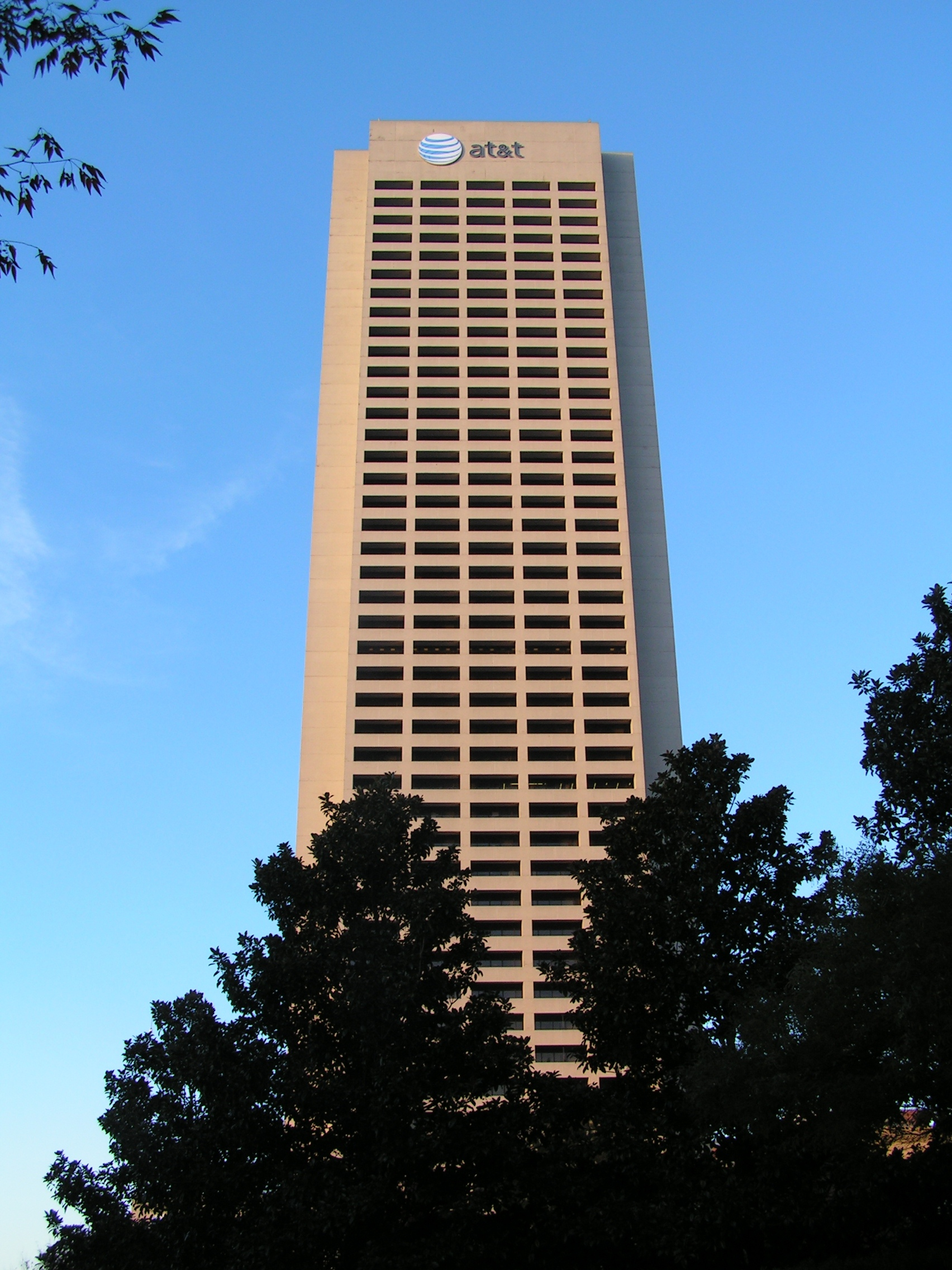
AT&T城中中心於喬治亞州的亞特蘭大

- AT&T 220大廈（英语：AT&T 220 Building） - 於印第安納州的印第安納波利斯
- AT&T大廈（英语：AT&T Building (Detroit)） - 於密歇根州的底特律
- AT&T大廈（英语：AT&T Building (Indianapolis)） - 於印第安納州的印第安納波利斯
- AT&T大廈（英语：AT&T Building (Kingman, Arizona)） - 於亞利桑那州的金曼
- AT&T大廈（英语：AT&T Building (Nashville)） - 於田納西州納許維爾
- AT&T大廈（英语：AT&T Building (Omaha)） - 於內布拉斯加州奧馬哈
- AT&T Building Addition（英语：AT&T Building Addition (Detroit)） - 於密歇根州的底特律
- AT&T中心（英语：AT&T Center (Los Angeles)） - 於加利福尼亞州洛杉磯
- AT&T中心（英语：AT&T Center (St. Louis)） - 於密蘇里州聖路易斯
- AT&T城市中心（英语：AT&T City Center） - 於阿拉巴馬州伯明翰
- AT&T公司中心 - 於伊利諾伊州芝加哥
- AT&T休倫路大廈（英语：AT&T Huron Road Building） - 於俄亥俄州克里夫蘭
- AT&T城中中心（英语：AT&T Midtown Center）— AT&T流動總部，於喬治亞州的亞特蘭大
- AT＆T的交換中心 - 於加利福尼亞州洛杉磯
- AT＆T的交換中心 - 於加利福尼亞州三藩市
- AT&T大廈 - 於加利福尼亞州圣迭戈
- 惠塔克大廈（英语：Whitacre Tower）（One AT&T Plaza）—AT&T公司總部，於德克薩斯州的達拉斯
- 新力大廈，（原AT&T大廈）

### 場地

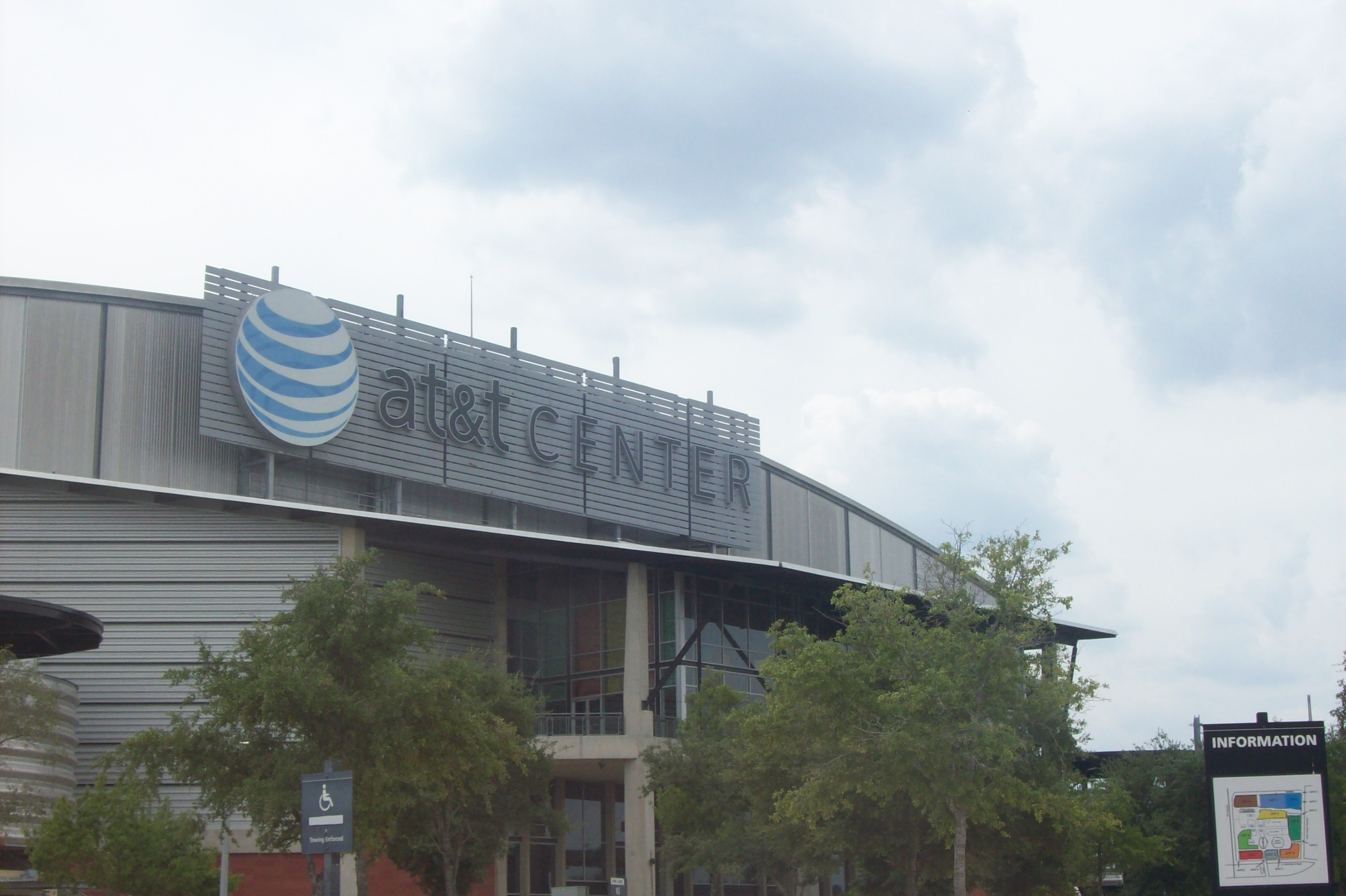
於德克薩斯州聖安東尼奧的AT&T中心

- AT&T布里克敦球場（英语：AT&T Bricktown Ballpark）—於俄克拉何馬州奧克拉荷馬市的布里克敦區（英语：Bricktown (Oklahoma City)）（原西南貝爾布里克敦球場，SBC布里克敦球場）
- AT&T中心（AT&T Center）—位於於德克薩斯州聖安東尼奧，原SBC Center，NBA聖安東尼奧馬刺隊的主場
- AT&T體育場（AT&T Stadium）—位於德克薩斯州阿靈頓的體育場
- AT&T球場（AT&T Field）—位於田納西州查塔努加的棒球場，原SBC Field
- AT&T球場（AT&T Park）—  位於加利福尼亞州舊金山的棒球場，原Pacific Bell Park、SBC Park，MLB舊金山巨人隊的主場
- AT&T廣場 - 於伊利諾伊州芝加哥（在千禧公園內的公共空間）
- AT&T廣場—於德克薩斯達拉斯(在美國航空中心前的維多利亞公園（英语：Victory Park, Dallas, Texas）
- AT&T表演藝術中心（英语：AT&T Performing Arts Center）—於德克薩斯達拉斯
- 瓊斯AT&T球場—德克薩斯州拉伯克（原克利福德B.與奧黛麗瓊斯球場，瓊斯SBC球場）

### 贊助
- AT&T冠軍菁英賽（英语：AT&T Champions Classic）—加利福尼亞州瓦倫西亞（英语：Valencia, California）
- AT&T全國錦標賽（英语：AT&T Classic）—喬治亞州亞特蘭大（原南方貝全國錦標賽）
- AT&T棉花碗錦標賽（原美孚棉花碗錦標賽，西南貝爾棉花碗錦標賽，SBC棉花碗錦標賽）—在德克薩斯州阿靈頓的牛仔球場舉行
- AT&T國際高球賽—華盛頓
- AT&T圓石灘配對賽
- AT&T紅河世仇賽（英语：AT&T Red River Rivalry）—於德克薩斯達拉斯（原紅河槍戰，SBC紅河世仇賽）
- AT&T威廉士車隊—一支英國牛津郡樹林（英语：Grove, Oxfordshire）車隊
- 美國職業足球大聯盟及美國足球協會，包括美國國家足球隊與美國國家女子足球隊，以及由2009年起的美國職業足球大聯盟全明星賽

## 外部連結
公司資訊
- 官方网站
- AT&T公司的演變（页面存档备份，存于）
- AT&T富蘭克林研究所的案件檔案網上展覽的歷史和科學資源
- Press Release announcing FCC Approval of SBC-Ameritech merger（页面存档备份，存于）（6 October 1999）
- 紀念貝爾系統（页面存档备份，存于）

著作
- Thierer, Adam D. . cato.org.
- . BBC News. 1998-12-08.
- Reardon, Marguerite. . CNet News. 2005-11-18.
- Reardon, Marguerite. . CNet News. 2006-03-05.
- . Electronic Frontier Foundation.